# Carmélites de Compiègne
Pour les articles homonymes, voir couvent des Carmélites.
Les carmélites de Compiègne sont seize religieuses carmélites condamnées à mort et guillotinées le 29 messidor an II (17 juillet 1794) par le Tribunal révolutionnaire au motif de « fanatisme et de sédition ». Arrêtées et condamnées sous la Terreur, elles avaient, deux ans auparavant, fait le vœu de donner leur vie pour « apaiser la colère de Dieu et que cette divine paix que son cher Fils était venu apporter au monde fût rendue à l'Église et à l'État ». Leur mort paisible sur l'échafaud impressionna les foules. Elles ont été béatifiées en 1906. En décembre 2024, le pape François les canonise.
Leur vie et leur arrestation ont inspiré plusieurs œuvres (nouvelles, pièces, films, opéras) intitulées pour la plupart Dialogues des carmélites.

## Histoire

### La fondation du couvent
L'ordre du Carmel est réformé au XVIe siècle en Espagne par Thérèse d'Avila, qui souhaite un retour rigoureux à la règle de 1247. L'une des manifestations les plus visibles en est la tenue modeste à l'extrême : pieds nus, sandales et robe de bure. Le premier carmel réformé est fondé en France en 1604 par le cardinal Pierre de Bérulle avec l'aide de Barbe Acarie.
Le carmel de Compiègne est fondé le 21 avril 1641. Huit carmélites viennent y prendre possession de la maison dite de la « Toison d’or ». C'est le cinquante-troisième carmel fondé en France. Elles déménagent ensuite plusieurs fois, avant de s'installer définitivement le 23 mars 1648 dans le convent construit pour elles  et dédié au mystère de l’Annonciation. Situé à proximité du château royal, il bénéficie jusqu'à la Révolution de la protection des reines de France, d'Anne d'Autriche jusqu'à Marie-Antoinette.
Avant la Révolution, le couvent compte vingt et une carmélites. Les religieuses de chœur étant issues de la petite ou moyenne bourgeoisie ou de la petite noblesse, aucune ne vient de la grande aristocratie. Au moment où débute la Révolution, la prieure est mère Thérèse de Saint-Augustin.

### Le songe de sœur Élisabeth-Baptiste
À la fin du XVIIe siècle, une carmélite de ce monastère, sœur Élisabeth-Baptiste, voit en songe toutes les religieuses de son couvent dans la gloire du ciel, revêtues de leur manteau blanc et tenant une palme à la main. La palme est le symbole du martyre dans le christianisme.
L'interrogation quant à l'éventualité d'un martyre reste présente au long du siècle, jusqu'à la Révolution. Aussi, en septembre 1792, lorsque la mère prieure sent dans la communauté monter le désir du martyre, elle propose aux religieuses un acte de consécration par lequel « la communauté s'offrirait en holocauste pour apaiser la colère de Dieu et [pour] que cette divine paix que son cher Fils était venu apporter au monde fût rendue à l'Église et à l'État ».
Cette consécration est faite d'enthousiasme par toutes les religieuses, sauf deux, plus anciennes, qui expriment leurs craintes. Elles sont moins émues par le sacrifice lui-même que par la manière dont il devra s'accomplir (la guillotine). Mais quelques heures plus tard, en pleurant, elles sollicitent la faveur de prêter à leur tour le serment et de se joindre à leurs sœurs.
Désormais, chaque jour, la communauté, dans son ensemble — lorsque les religieuses vivent encore dans leur couvent —, puis dans les différentes maisons d'accueil — après l'expulsion —, renouvelle sa consécration.

### Vie du couvent pendant la Révolution française

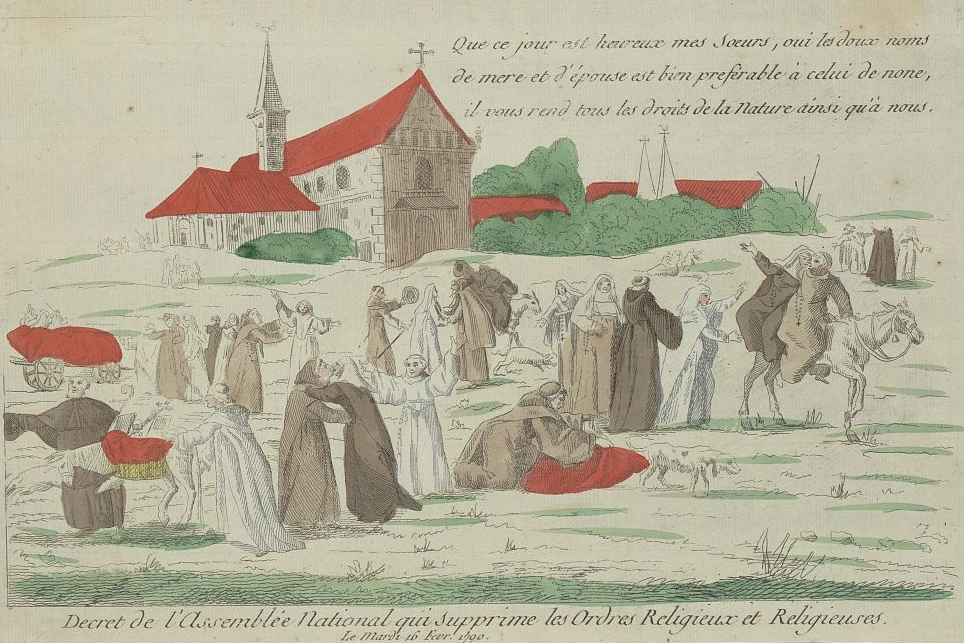
Décret de l'Assemblée national [sic] qui supprime les ordres religieux et religieuses. Le mardi 16 février 1790. Caricature anonyme de 1790. « Que ce jour est heureux, mes sœurs. Oui, les doux noms de mère et d'épouse est bien préférable à celui de nonne, il vous rend tous les droits de la nature ainsi qu'à nous ».

#### Les spoliations
Le 2 novembre 1789, les biens du clergé sont confisqués et remis à la Nation, afin de résoudre la crise financière, mais les religieuses peuvent rester dans leurs bâtiments.
Le 13 février 1790, tous les ordres monastiques et les congrégations régulières sont dissous. Les vœux que les religieux ont prononcés sont déclarés nuls parce que « contraires à la liberté ». L'Assemblée nationale invite chacun à rentrer chez soi, mais autorise celles et ceux qui le désirent à rester dans leur couvent, devenu bien national.
Les biens de l'Église et des couvents ayant été saisis par l'État, les religieux se trouvent sans ressources. C'est donc l'État qui les prend en charge et l'Assemblée constituante leur verse une pension.
Les carmélites de Compiègne, qui ont déclaré vouloir vivre et mourir dans leur « Sainte Maison », restent en communauté et touchent leurs 7 243 livres de pension annuelle légale. En décembre 1789, sœur Constance de Jésus, alors novice au carmel, se trouve interdite par la loi de prononcer ses vœux (loi du 29 octobre 1789 de « Suspension des vœux dans les monastères »). Elle restera donc novice, accompagnant ses sœurs professes.
Le décret du 8 octobre 1790 prévoit que « les religieuses qui préféreraient la vie commune à la liberté doivent nommer entre elles, au scrutin et à la pluralité absolue des suffrages, une supérieure et une économe ». Mère Thérèse de Saint-Augustin est réélue supérieure, et mère Henriette de Jésus est élue économe. Le vote a lieu sous la surveillance de deux officiers municipaux.
Les congrégations séculières sont dissoutes le 18 août 1792. La veille, les autorités ont signé le décret expulsant de leurs couvents toutes les religieuses qui y résident encore, les bâtiments devant être vendus pour financer la dépense publique. La date limite de l'exécution est fixée au 1er octobre,. C'est dans les jours qui suivent que la communauté monastique prononce son vœu de martyre.
Le 14 septembre 1792, jour de la fête de l’Exaltation de la Sainte Croix, les carmélites sont expulsées de leur couvent par les autorités civiles avec interdiction de porter l'habit religieux et « rendues à la vie civile ».

#### Le serment Liberté-Égalité
L’Assemblée législative impose aux ex-religieuses, par le décret du 15 août 1792, de prêter serment devant la nation en déclarant : « Je jure d'être fidèle à la nation et de maintenir la liberté et l'égalité ou de mourir en la défendant. » Certaines refuseront, jusqu'à la mort, de prêter ce serment, arguant qu'il est en opposition avec leurs vœux d'obéissance prononcés lors de leur entrée dans les ordres,.
Ce n'est pas le cas des carmélites de Compiègne, qui, cinq jours après leur expulsion, le 19 septembre 1792, sur les conseils des autorités civiles de la commune, prêtent toutes le serment « Liberté-Égalité », mais non pas celui de la constitution civile du clergé.

#### Le carmel clandestin

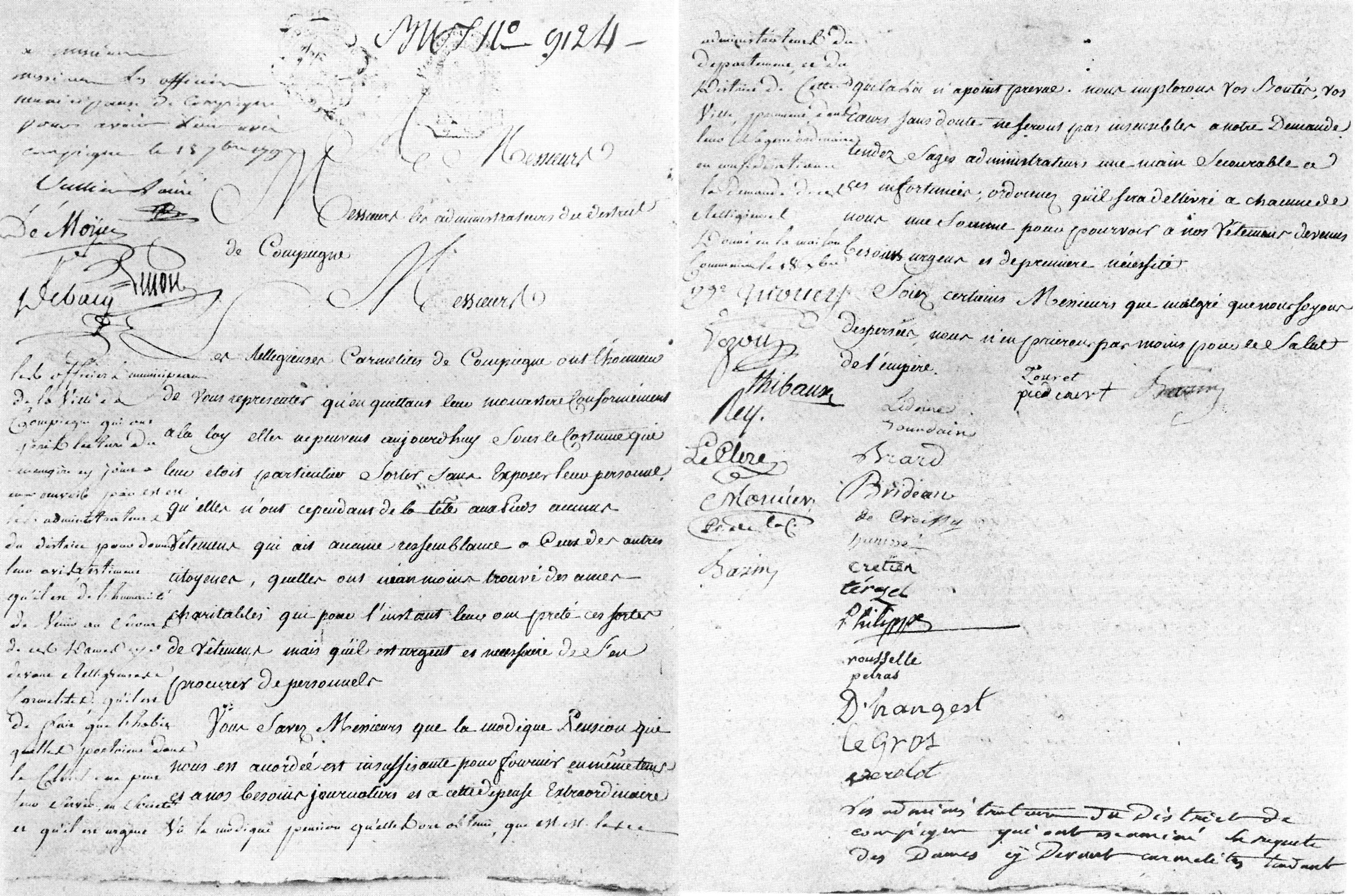
Requête des carmélites de Compiègne avec leurs signatures. Illustration tirée de Henri Chérot (s.j.), Figures de Martyrs, 1907.

Expulsées de leur couvent, elles sont hébergées par quelques familles de Compiègne, et réparties en quatre groupes dans des maisons contiguës près de l’église Saint-Antoine.
Elles s’organisent pour continuer leur vie monastique : temps de prière, de travail... Pendant quelques mois, elles peuvent assister à la messe à l’église Saint-Antoine, en entrant par la petite porte, du côté est de l’édifice. Elles maintiennent une vie communautaire discrète. Chaque jour, elles prononcent leur « vœu de consécration totale à la Volonté divine », fût-ce au prix de leur vie, pour obtenir la fin des violences et la paix pour l'Église et l'État.
Mais à l'automne 1793, dans le cadre de la déchristianisation, la pratique du culte catholique devient très difficile à Compiègne comme dans le reste de la France.

### Arrestation et jugement

#### La Terreur à Compiègne
Le 10 juin 1794, une nouvelle législation répressive (la loi du 22 prairial an II) est mise en place. Elle modifie le fonctionnement du Tribunal révolutionnaire, notamment en supprimant plusieurs des garanties des accusés (dont celles d'appeler des témoins pour la défense si le jury s'estime suffisamment éclairé par des preuves écrites, ou de nommer un défenseur officieux) et en éliminant la possibilité de rendre d'autre verdict que la condamnation à mort ou l'acquittement. La loi du 22 prairial est généralement rendue responsable de la forte augmentation du nombre des condamnations entre sa première application et le 9 Thermidor. D'autres facteurs peuvent aussi être invoqués, tels que des conflits internes au gouvernement révolutionnaire et la suppression des tribunaux d'exception des départements, décrétée le 8 mai 1794 (19 floréal an II). Les raisons de l'adoption de cette loi et de son application et les abus qu'elle a entraînés restent sujets aux controverses historiographiques,. Durant quarante-sept jours (du 10 juin 1794 au 28 juillet) il y a autant de condamnés à mort que durant les quatorze mois précédents. Pierre-Gaspard Chaumette, membre actif de la Terreur, dira même, en parlant de la guillotine : « Montagne sainte, devenez un volcan dont les laves dévorent nos ennemis ! Plus de quartier, plus de miséricorde aux traîtres ! Jetons entre eux et nous la barrière de l'éternité ! »
En mai 1794, la ville de Compiègne est en proie aux accusations de « modérantisme ». Afin de détourner les soupçons, les autorités locales inventent un « complot fanatique » ayant pour auteurs les religieuses du carmel. D'après l'historien Jacques Bernet, cette affaire, qui aurait dû rester locale, est devenue nationale lorsque le Comité de sûreté générale a décidé de l'instrumentaliser dans sa lutte contre Robespierre et le Comité de salut public.
Un ordre de perquisition est signé le 21 juin 1794 ; il est promptement exécuté dans les maisons occupées par les religieuses.

#### L'arrestation
Les seize carmélites présentes à Compiègne sont arrêtées les 22 et 23 juin 1794 et incarcérées dans leur ancien couvent de la Visitation, transformé en prison. La supérieure, Mère Thérèse de Saint-Augustin, était en déplacement à Paris du 13 au 21 juin, et revient donc « juste à temps ». Quelques écrits et objets compromettants — des lettres imprudentes et critiquant la Révolution, qui étayeront la thèse d'un prétendu complot royaliste et fanatique — trouvés lors de la perquisition, justifient leur arrestation.
Bien que l'apogée du mouvement de déchristianisation soit déjà passé, les ordres religieux demeurent une cible de la répression. Ainsi à Arras, le 26 juin, quatre filles de la Charité sont exécutées et, en juillet, ce sont trente-deux religieuses (ursulines, sacramentaires et bernardines), ainsi que trente prêtres qui sont guillotinés.
Le 12 juillet 1794, les seize carmélites sont transférées de Compiègne à la Conciergerie, à Paris, où elles sont jugées le 17 juillet (29 messidor an II). Lors de leur expulsion, elles ont été privées de leur habit religieux, au profit de vêtements civils. Juste avant leur transfert, profitant d'une lessive, elles remettent leur habit, avec la cape blanche de chœur, et c'est dans cette tenue qu'elles arrivent à Paris.

#### En prison
Cette arrestation et cette incarcération leur permettent de se retrouver. Elles en profitent pour observer ensemble leur règle de vie et chanter leurs offices. Denis Blot, témoin des faits, a déclaré « qu'on les entendait toutes les nuits, à deux heures du matin, récitant leur office ».
Le 16 juillet, elles célèbrent la fête de Notre-Dame du Mont-Carmel avec un grand enthousiasme. Au dire d'un détenu, ce jour, veille de leur mort, paraît être un grand jour de fête.

#### Les éléments d'accusation

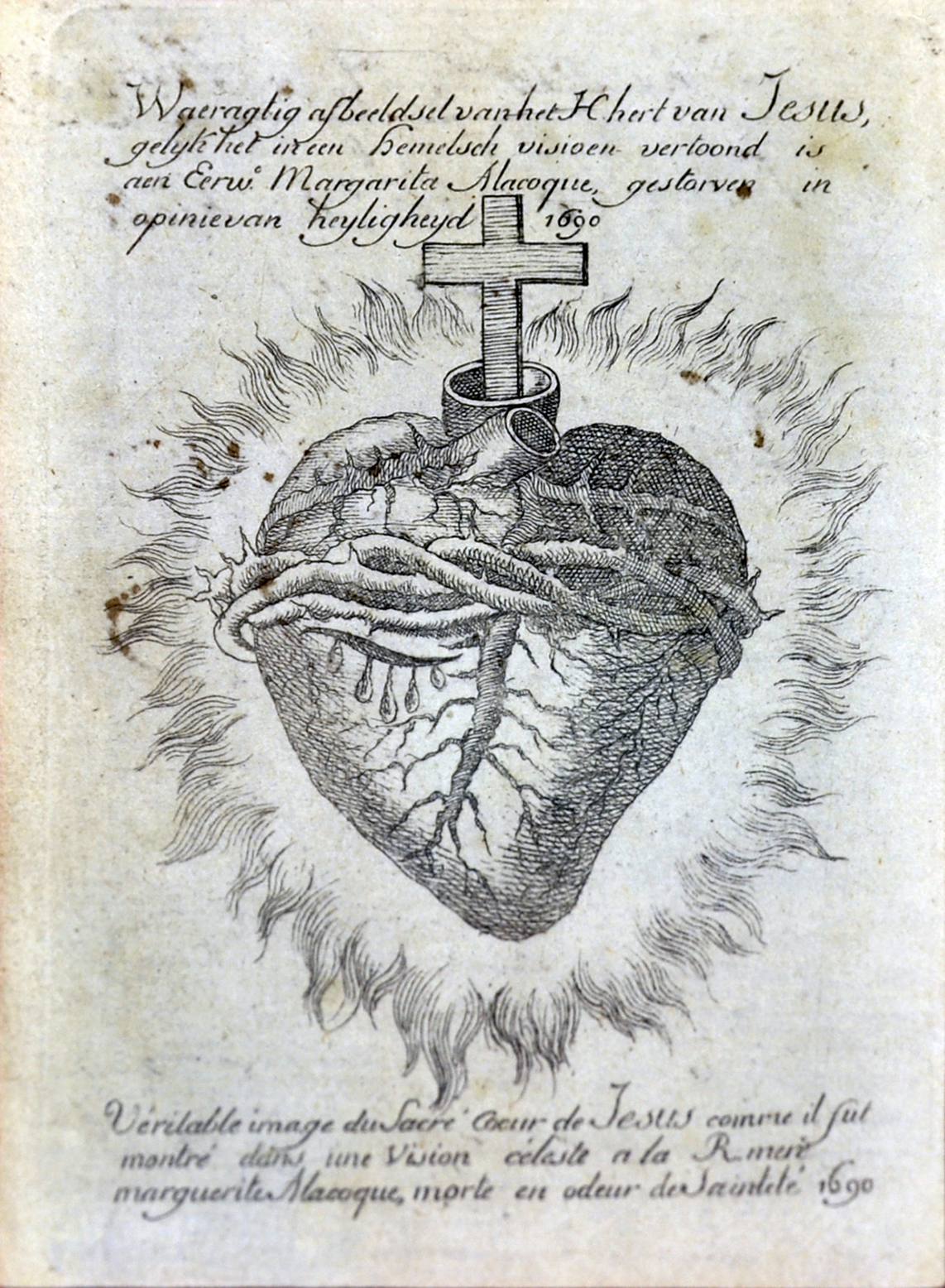
Le Sacré-Cœur, d'après la vision de Marguerite-Marie Alacoque, XVIIIe siècle. Musée du Cœur (Bruxelles).

Des images du Sacré-Cœur sont retrouvées dans leurs maisons, et le tribunal y voit un « caractère de ralliement des rebelles de la Vendée » : les Chouans dessinaient parfois ce symbole sur leurs drapeaux. La dévotion au Sacré-Cœur, peu connue en France avant la Révolution, s'est répandue très vite dans les années 1789-1790. De nombreux prêtres l'ont recommandée. Elle est devenue très courante dans les couvents. Il n'est pas étonnant d'avoir trouvé de telles images dans les maisons des religieuses.
L'accusation de « fanatisme » est liée à la volonté des religieuses de rester fidèles au vœu d'obéissance. Le simple fait qu'elles affirment leur foi constitue, pour le tribunal, une preuve de « fanatisme ». Or, pour les révolutionnaires, le « fanatisme » est si grave qu'il n'est pas nécessaire de légiférer contre lui : c'est le crime par excellence qui trouble la société. Il n'est pas acceptable que des religieuses se soumettent à une règle communautaire où « elles renoncent à tous leurs biens ». Cet attachement à leur foi semble suspect. Et, par là, criminel. C'est pour cette raison qu'elles sont expulsées de leurs couvents, fouettées publiquement, puis emprisonnées, voire guillotinées.
Toutefois, la répression du clergé réfractaire est restée fort inégale pendant la Terreur. En l'occurrence, la lutte contre le fanatisme religieux a servi de prétexte à un procès dont les objectifs étaient liés à des enjeux politiques.

#### Le procès

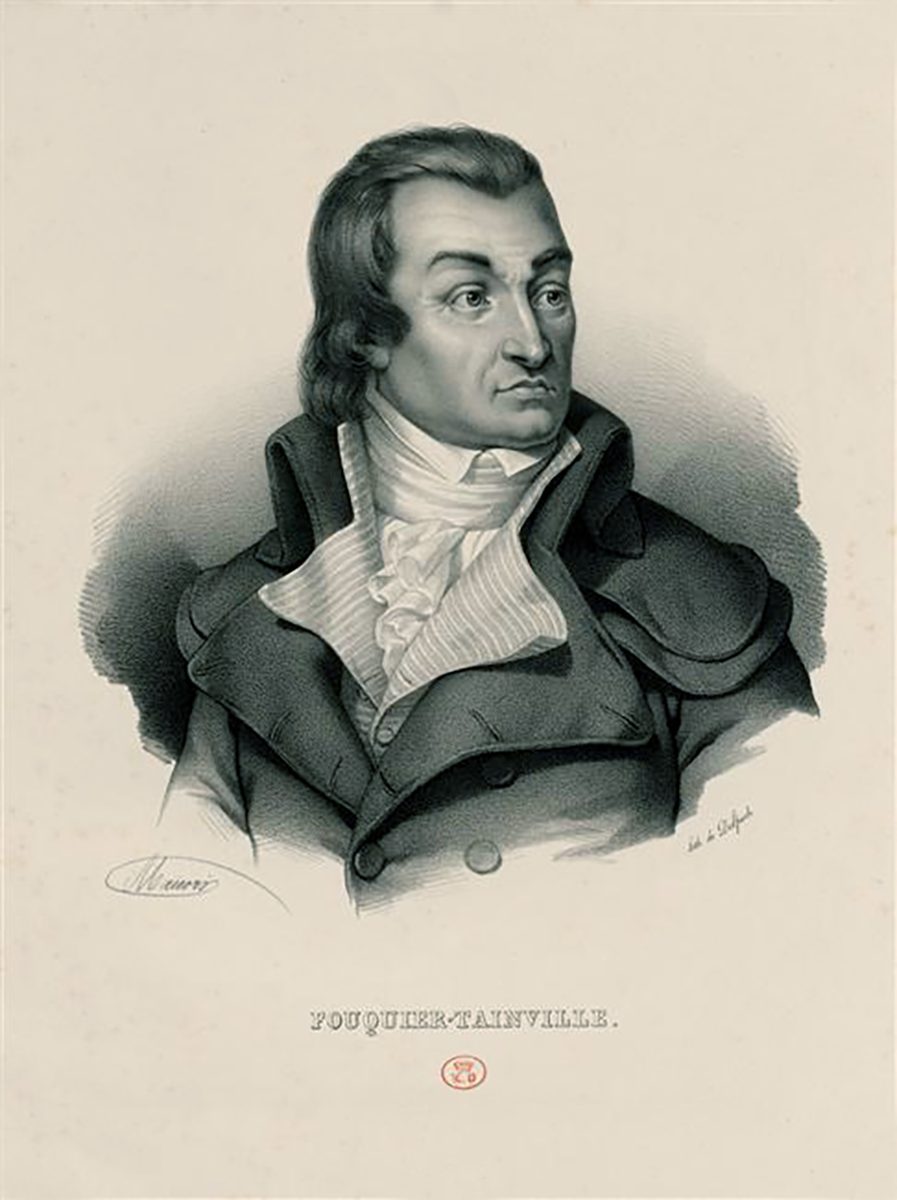
Fouquier-Tinville.

L'acte d'accusation est rédigé par Fouquier-Tinville. Les « ci-devant » religieuses sont accusées « d'avoir formé des conciliabules de contre-révolution et d'avoir continué à vivre soumises à leur règle et à leur supérieure » ; elles sont taxées de fanatisme. 
Leur correspondant épistolaire, M. Mulot, est qualifié de prêtre réfractaire. Or, étant marié, il ne pouvait être prêtre catholique. Un seul témoin est cité, mais ne comparaît pas. L'acte de condamnation est imprimé avant la tenue du procès, et elles n'ont pas droit à un avocat, conformément à la loi du 22 prairial an II.
Sœur Marie de l'Incarnation indiquera dans son récit sur la vie des carmélites que celles-ci ont — en plus — récusé leur serment Liberté-Égalité durant leur procès. Ce point sera repris par différents hagiographes. Il semble confirmé par des historiens qui indiquent que l'acte d'accusation mentionne leur « refus de prêter serment ». Toutes sont condamnées à mort et exécutées le jour même comme « fanatiques et séditieuses ».

### Exécution

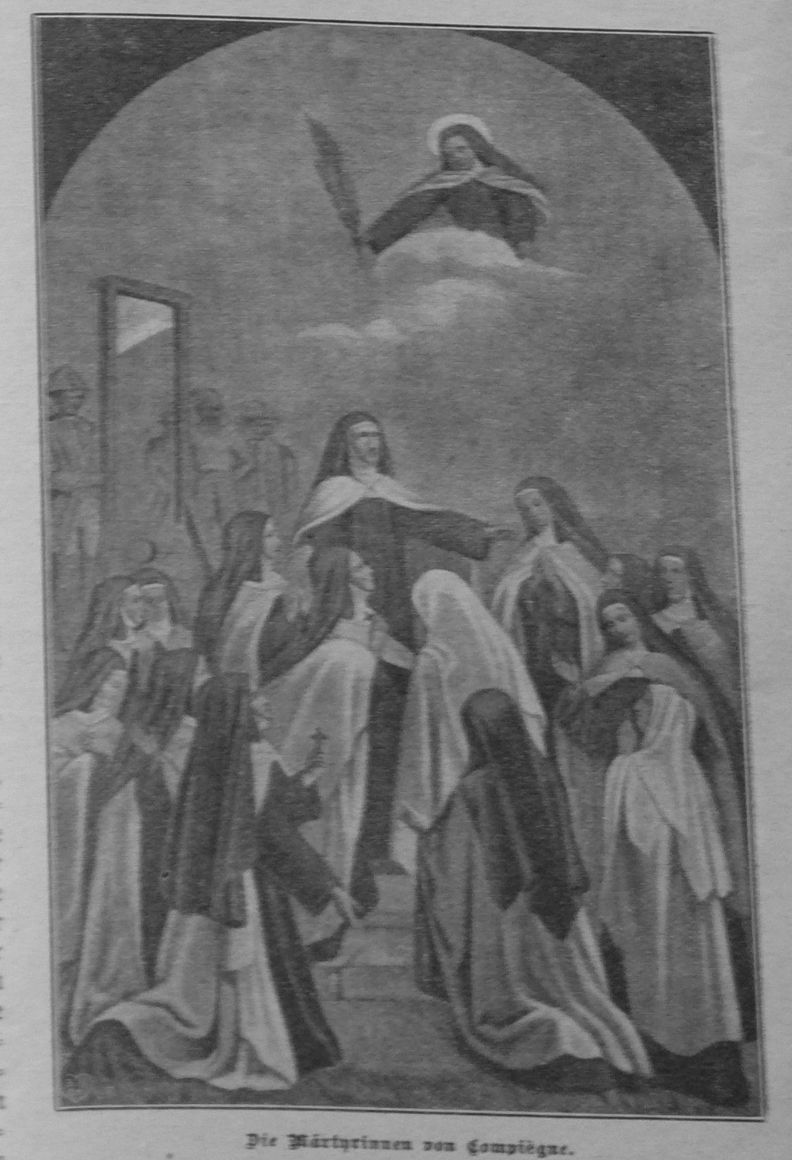
Les martyres de Compiègne à la guillotine. Dessin de 1907.

Elles sont guillotinées le 29 messidor an II (17 juillet 1794), à la barrière de Vincennes, sur la place du Trône-Renversé (ancienne place du Trône, dénommée ainsi depuis 1792, actuellement place de la Nation).
Les seize carmélites, conduites par leur supérieure, mère Thérèse de Saint-Augustin, quittent la prison vers 18 h et prennent le chemin de la guillotine en chantant des cantiques tout au long du parcours (le Miserere, le Salve Regina). Vêtues de leur manteau blanc, elles descendent des charrettes, puis se mettent à genoux et entonnent le Te Deum, renouvellent leurs vœux et chantent le Veni Creator, hymne des cérémonies de renouvellement des vœux dans les monastères. À 20 h, les assistants du bourreau Charles-Henri Sanson viennent chercher la première, qui est aussi la plus jeune, sœur Constance de Jésus, une novice. Elle s'agenouille devant la mère supérieure pour lui demander la permission de mourir. En montant les marches de l'échafaud, elle entonne le Laudate Dominum, psaume chanté lors de la fondation des carmels, avec la symbolique de la communauté céleste.
Les quinze autres carmélites sont exécutées ensuite. Sœur Marie Henriette de la Providence, l'infirmière, est l'avant-dernière ; la supérieure, mère Thérèse de Saint-Augustin, passe en dernier. Les chants des religieuses, durant leur parcours jusqu'à la guillotine, puis sur les marches de l'échafaud, impressionnent la foule, qui reste silencieuse. « On ne saurait croire l'impression de respect que commandait le dévouement de ces généreuses victimes ; toutes soupiraient après le moment de leur sacrifice, toutes s'exhortaient à rester fermes et généreuses dans le dernier combat… ; elles avaient l'air d'aller à leurs noces », selon le témoignage d'un employé de la prison.
Leurs corps et leurs têtes sont jetés de nuit dans l'une des deux fosses communes du cimetière de Picpus. Leurs dépouilles se trouvent encore dans le jardin.

### Épilogue

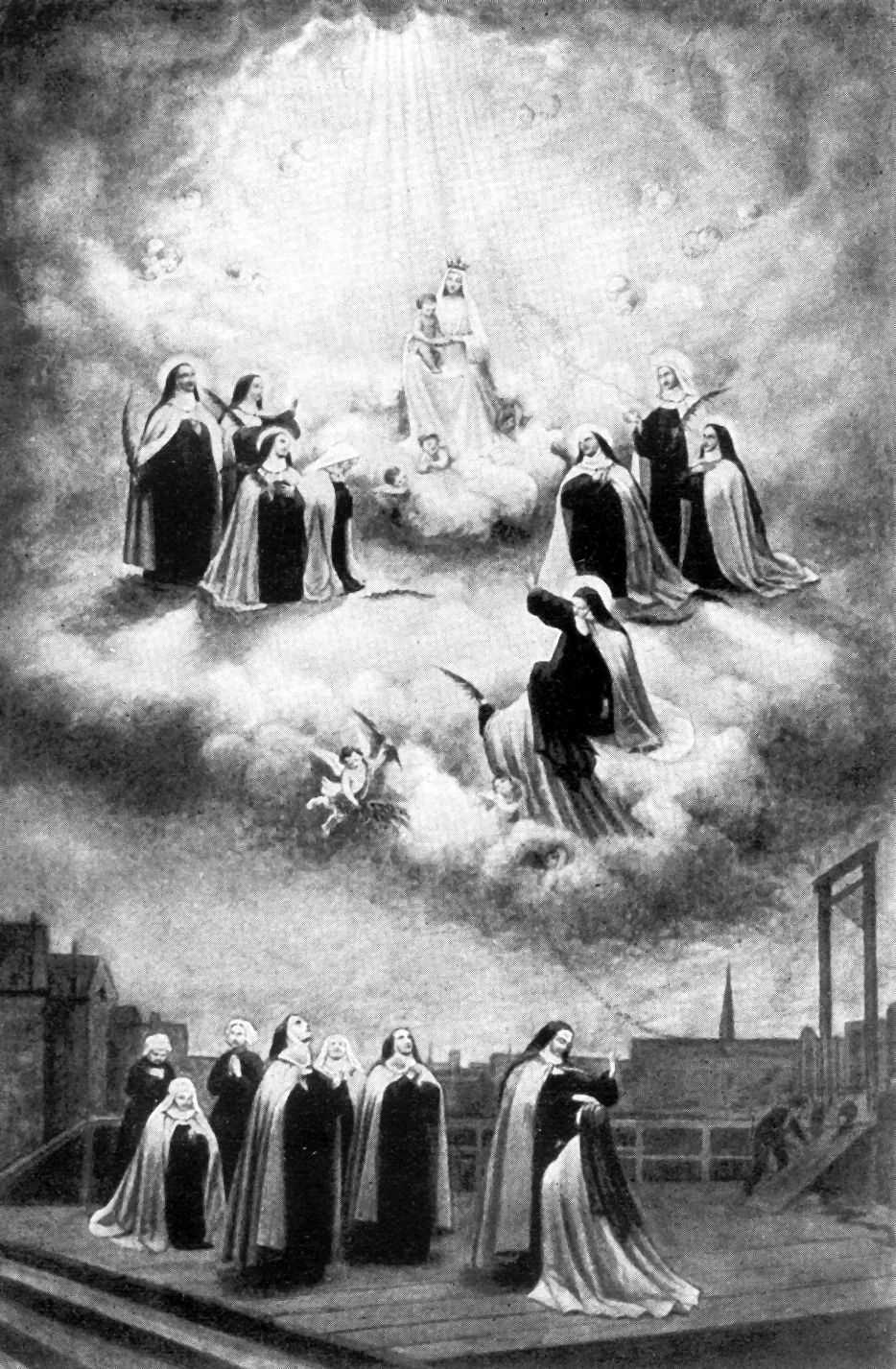
Reproduction d'une aquarelle peinte par une carmélite. Illustration extraite de Louis David (o.s.b.), Les Seize Carmélites de Compiègne, [1906].

Les religieuses sont guillotinées le 17 juillet 1794, et l'historiographie traditionnelle, à partir de la matrice thermidorienne, fait terminer la Terreur avec le coup d'État parlementaire du 9 Thermidor, le 27 juillet 1794. L'hagiographie anti-révolutionnaire a voulu voir dans l'arrêt de la Terreur, dix jours après la mort des carmélites, une réponse positive à leurs prières.
Le monastère de Compiègne est vendu en 1795. Aujourd'hui, il n’en reste rien. Son emplacement est occupé (un temps) par l'école d'état-major et le théâtre impérial. Depuis 1994, une plaque rappelle la présence du bâtiment religieux.

### Les rescapées
Sur les vingt et une carmélites présentes à l'aube de la Révolution, deux sont mortes avant l'année 1791, et trois autres sont parties pour Rosières-en-Santerre et Paris. 
Les sœurs Stanislas de la Providence (Legros) et Thérèse de Jésus (Jourdain) se sont installées en mars 1794 à Rosières-en-Santerre, dans la Somme, chez le frère de sœur Stanislas, pour aider celui-ci après la mort de son épouse. Sœur Thérèse de Jésus est morte à Soyécourt en 1830, âgée de 82 ans. Nous n'avons pas de traces de sœur Stanislas de la Providence.
En mars 1794, sœur Marie de l’Incarnation s'est rendue à Paris pour régler une question de rente d'État. Cette religieuse, au siècle Françoise Geneviève Philippe, était la fille naturelle de Louis-François de Bourbon-Conti, prince du sang, et de Madeleine Jolivet, qui était mariée à Pierre Martin Philippe.
Marie de l'Incarnation va rassembler les documents et archives de la communauté, rencontrer les sœurs bénédictines anglaises de Cambrai, emprisonnées avec les carmélites, qui figurent parmi les derniers témoins. Après avoir voyagé en France, elle s'installe au carmel de Sens en 1823, jusqu'à sa mort le 10 janvier 1836. C'est elle qui relate le martyre de ses compagnes et a laissé le récit de leur histoire,,,.

### Béatification et fête
Le procès en béatification s'ouvre en 1896. Le chanoine Roger de Teil est postulateur de la cause. En septembre 1896, il va au carmel de Lisieux faire une conférence sur les carmélites de Compiègne qui impressionne beaucoup Thérèse de Lisieux.
Le 27 mai 1906, les carmélites sont béatifiées par le pape Pie X en pleine période de séparation de l'Église et de l'État en France, alors qu'à nouveau les biens de l'Église sont saisis par l'État, et les congrégations expulsées de France.
Leur fête est célébrée le 17 juillet. Dans l'ordre du Carmel, elle est célébrée avec rang de mémoire.

### Canonisation
Le 18 décembre 2024 le pape François les proclame saintes par un décret de canonisation équipollente, c'est-à-dire sans rechercher un miracle.

## Noms des seize carmélites

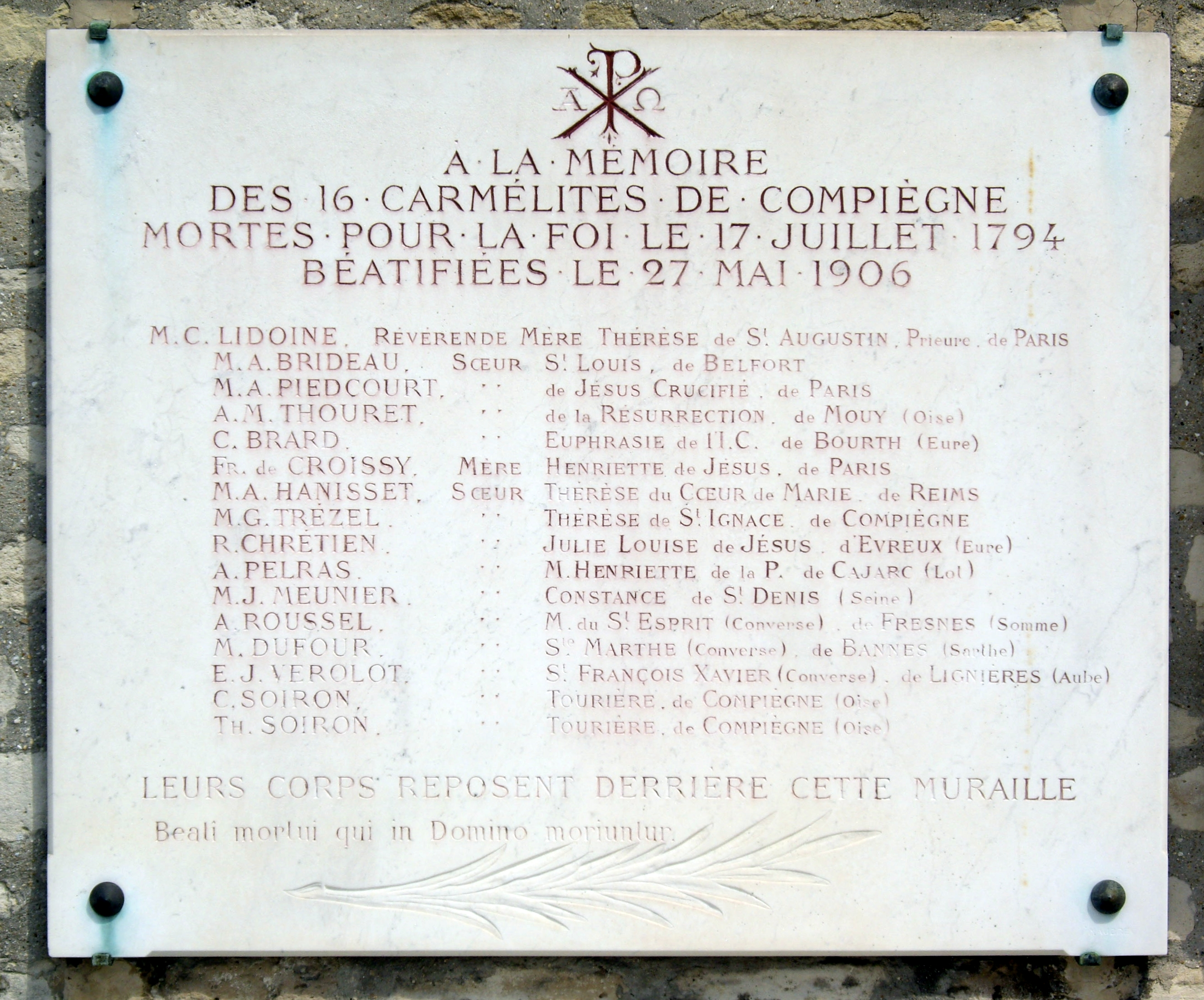
Plaque en mémoire des seize carmélites de Compiègne au cimetière de Picpus.

L'âge moyen des condamnées est de quarante-neuf ans. La liste des carmélites est la suivante, :
1. Sœur Constance de Jésus (29 ans, novice), née Marie-Geneviève Meunier le 28 mai 1765 à Saint-Denis ;
2. Sœur Saint Louis (42 ans, sous-prieure), née Marie-Anne-Françoise Brideau le 7 décembre 1751 à Belfort ;
3. Sœur Euphrasie de l’Immaculée Conception (58 ans, choriste), née Marie Claude Cyprienne Brard le 12 mai 1736 à Bourth (Eure) ;
4. Sœur Julie-Louise de Jésus (53 ans, choriste), née Rose Chrétien de Neuville le 30 décembre 1741 à Évreux (Eure) ;
5. Sœur Sainte Marthe (51 ans, converse), née Marie Dufour le 2 octobre 1741 à Bannes (Sarthe) ;
6. Sœur de Jésus Crucifié (78 ans, choriste jubilaire) née Marie-Anne Piedcourt le 9 décembre 1715 à Paris, Saints-Innocents ;
7. Sœur Marie du Saint Esprit (52 ans, sœur converse), née Angélique Roussel le 3 août 1742 à Fresnes-Mazancourt (Somme) ;
8. Sœur Saint François-Xavier (33 ans, sœur converse), née Juliette Verolot le 13 janvier 1764 à Lignières (Aube) ;
9. Sœur Thérèse de Saint Ignace (51 ans, choriste), née Marie-Gabrielle Trézel le 4 avril 1743 à Compiègne, Saint-Jacques ;
10. Sœur Charlotte de la Résurrection (78 ans, choriste jubilaire), née Anne-Marie-Madeleine-Françoise Thouret le 16 septembre 1715 à Mouy (Oise) ;
11. Sœur Thérèse du Cœur de Marie (52 ans, choriste), née Marie-Anne Hanisset le 18 janvier 1742 à Reims ;
12. Sœur Catherine (52 ans, tourière) — non une religieuse mais « femme gagée » —, née Catherine Soiron le 2 février 1742 à Compiègne, Saint-Jacques ;
13. Sœur Thérèse (49 ans, tourière) — même statut que sa sœur Catherine —, née Marie-Thérèse Soiron le 23 janvier 1748 à Compiègne, Saint-Jacques ;
14. Mère Henriette de Jésus (49 ans, maîtresse des novices), née Marie Françoise Gabrielle Lesieurre de Croissy le 18 juin 1745 à Paris, Saint-Roch. Fille de François Ignace Lesieurre de Croissy, ancien Garde du Corps de Louis XV, Écuyer et directeur du Manège des Tuileries au décès de son beau-père et de Françoise Apolline Robichon de la Guérinière - dont le père, François Robichon de la Guérinière est le célèbre Écuyer de la Grande Écurie du Roy, créateur de l'Académie d’Équitation des Tuileries et du Manège de Paris. François Ignace Lesieurre de Croissy est le fils ainé de Jeanne Françoise de Montmignon et de Louis Pierre Lesieurre, seigneur de Croissy, Écuyer et lieutenant des Fauconniers du Cabinet du Roy demeurant ensemble à Pont de Metz au Manoir du Pont de Metz, près d'Amiens.
15. Sœur Marie-Henriette de la Providence (34 ans, choriste), née Marie-Anne Pelras le 16 juin 1760 à Cajarc (Lot) ;
16. Mère Thérèse de Saint-Augustin (41 ans, prieure), née Marie-Madeleine-Claudine Lidoine le 22 septembre 1752 à Paris, Saint-Sulpice.

## Le retour des carmélites à Compiègne

### La restauration du carmel
À partir de 1835, les carmélites tentent de refonder un couvent à Compiègne sous l'impulsion de la mère Camille de Soyécourt, du carmel de la rue de Vaugirard à Paris (actuellement à Créteil), et de l'abbé Auger, curé de la paroisse Saint-Antoine. La reine Marie-Amélie donne son appui. Mais la révolution de 1848 disperse les sœurs, qui regagnent leurs couvents d’origine.
Le 18 janvier 1867, mère Marie-Thérèse de l'Enfant-Jésus (Marie Daignez) conduit quelques religieuses du carmel de Troyes, qui s’installent officiellement, mais provisoirement, dans une maison rue Saint-Lazare, à la périphérie de la ville. La construction d'un monastère est entreprise en 1872 et prend fin avec l’inauguration de la chapelle en 1888. L'afflux de postulantes permet à mère Marie des Anges (Olympe Anner) de fonder le carmel de Beauvais en 1892. En 1894, la célébration du centenaire du martyre des carmélites de Compiègne trouve un large écho dans l'opinion publique et les carmels de France. À Lisieux, sœur Thérèse de l'Enfant-Jésus confectionne une oriflamme destinée à la décoration de la chapelle du carmel de Compiègne. En 1896 s'ouvre le procès de béatification, qui aboutit le 27 mai 1906.
L'expulsion des communautés religieuses en 1906 pousse les sœurs de Compiègne à partir pour Statte en Belgique, où elles fondent un nouveau carmel sous la conduite de mère Marie de Saint-Joseph (Célina Wattecamps). Au cours du XXe siècle, plusieurs d'entre elles vont fonder d’autres carmels (Betafo à Madagascar, l'actuel carmel de Tananarive, Saint-Sever dans les Landes, Mangalore et Shembaganur en Inde). À la fin des années 1920, quand la situation se débloque entre l'État et l'Église, les ordres religieux reviennent et les carmélites réintègrent leur monastère de Compiègne.
En 1992, elles décident de vendre le monastère et d'en construire un nouveau à Jonquières, à 10 kilomètres à l’ouest de Compiègne. Elles conservent, dans la crypte de l'église, les souvenirs qu'elles ont pu recueillir des carmélites martyres.

### Les reliques
Les vêtements civils portés par les carmélites après leur expulsion et durant leur emprisonnement ont été recueillis par des religieuses anglaises, emprisonnées en même temps qu'elles. Expulsées de France après de longs mois d'emprisonnement, elles sont retournées en Angleterre en emportant précieusement ces reliques, les corps et les vêtements religieux des carmélites ayant été jetés dans la fosse commune. Elles ont par la suite expédié ces reliques à différents carmels dans le monde.

## Citations
Chanson composée par sœur Julie-Louise, le jour de Notre-Dame du Mont-Carmel, à la Conciergerie sur l'air de La Marseillaise :
« Préparons-nous à la victoire
Sous les drapeaux d'un Dieu mourant ;
Que chacun marche en conquérant ;
Courons tous, volons à la gloire !
Ranimons notre ardeur :
Nos corps sont au Seigneur.
Montons, montons
À l'échafaud, et Dieu sera vainqueur. »,,

## Dans l'art et la littérature

### Dans la littérature
- En 1931, Gertrud von Le Fort publie la nouvelle La Dernière à l'échafaud (Die Letzte am Schafott). Gertrud von Le Fort s'est inspirée de La Relation du martyre des seize carmélites de Compiègne, manuscrits de sœur Marie de l'Incarnation (Françoise-Geneviève Philippe, 1761-1836), seule rescapée[22]. Le personnage de Blanche de La Force est une création romanesque partiellement autobiographique ; son nom « de La Force » est une transcription transparente du nom de l'auteur, Gertrud « von Le Fort »[23].
- En 1948, Georges Bernanos achève la pièce Dialogues des carmélites, inspirée de la nouvelle de Gertrud von Le Fort. Elle n'est publiée qu'à titre posthume. Fait exceptionnel, elle entre dès les années suivantes au répertoire de la Comédie-Française.

### Au théâtre
- En 1987, Gildas Bourdet présente pour la première fois une version intégrale, à Lille d'abord, où le metteur en scène dirigeait un théâtre national décentralisé, puis à Paris au Théâtre de la Porte-Saint-Martin sous l'égide de la Comédie-Française[B 6].

### Au cinéma et à la télévision
- En 1960, le père Bruckberger et Philippe Agostini réalisent le film Le Dialogue des Carmélites avec, entre autres, parmi la distribution, Madeleine Renaud, Alida Valli, Jeanne Moreau, Pascale Audret, Anne Doat, Judith Magre et Georges Wilson.
- En 1984, Pierre Cardinal réalise le téléfilm Dialogues des Carmélites, diffusé le 15 février 1984, avec Anne Caudry, Marie-Christine Rousseau, Madeleine Robinson, Nicole Courcel et Suzanne Flon.
- En 1987, Yves-André Hubert réalise la captation de la mise en scène de Gildas Bourdet au Théâtre de la Porte Saint-Martin[24].
- En 2024, François Lespes réalise un documentaire intitulé "Bienheureuses : la véritable histoire des carmélites martyres de Compiègne", diffusé dans le monde entier.

### En peinture
- Thérèse de Saint Augustin et le martyre des seize carmélites de Compiègne. Tableau d’Étienne Azambre, chapelle du Saint-Sacrement de l’église Saint-Sulpice de Paris[25].

### En musique
- En 1957, Francis Poulenc en tire un opéra : Dialogues des carmélites, créé en 1957.